# 布爾加斯市鎮

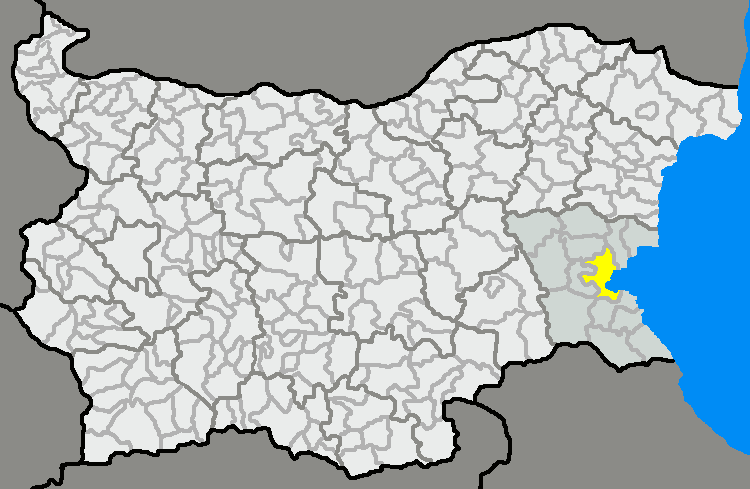

布爾加斯市，是保加利亞的城鎮，位於該國東南部，由布爾加斯州負責管轄，首府設於布爾加斯，面積488.61平方公里，2011年人口232,311，人口密度每平方公里480人。